# Трудный (остров)
Тру́дный — остров архипелага Северная Земля. Административно относится к Таймырскому Долгано-Ненецкому району Красноярского края.
Расположен у западного побережья фьорда Матусевича — крупного залива в северной части острова Октябрьской Революции.
Имеет неровную округлую форму диаметром около километра со срезом в западной части. Наивысшая точка острова — 43 метра, расположена в его центральной части. Постоянного ледового покрова не имеет, в северной части — каменистые россыпи.